# Mumm (Uradelsgeschlecht)

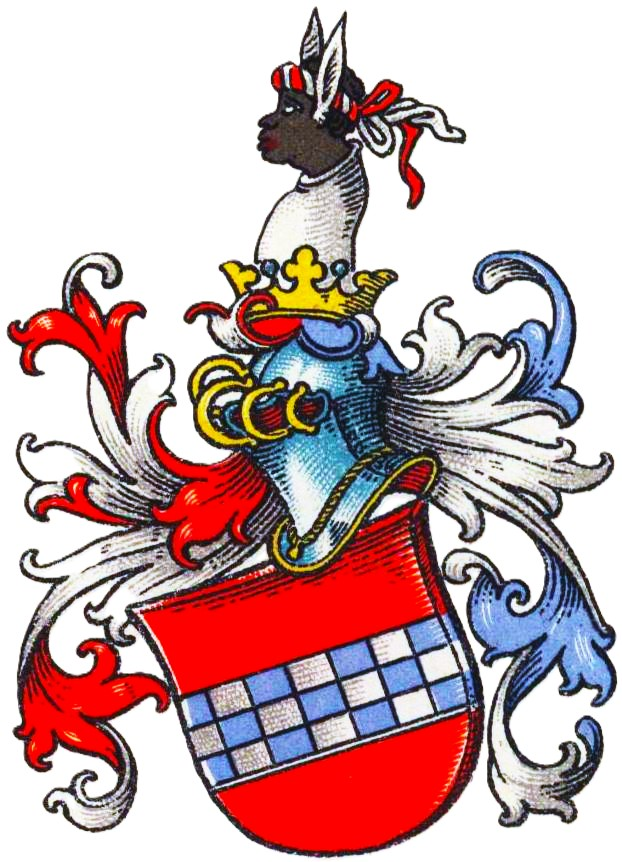
Wappen derer von Mumm im Wappenbuch des Westfälischen Adels

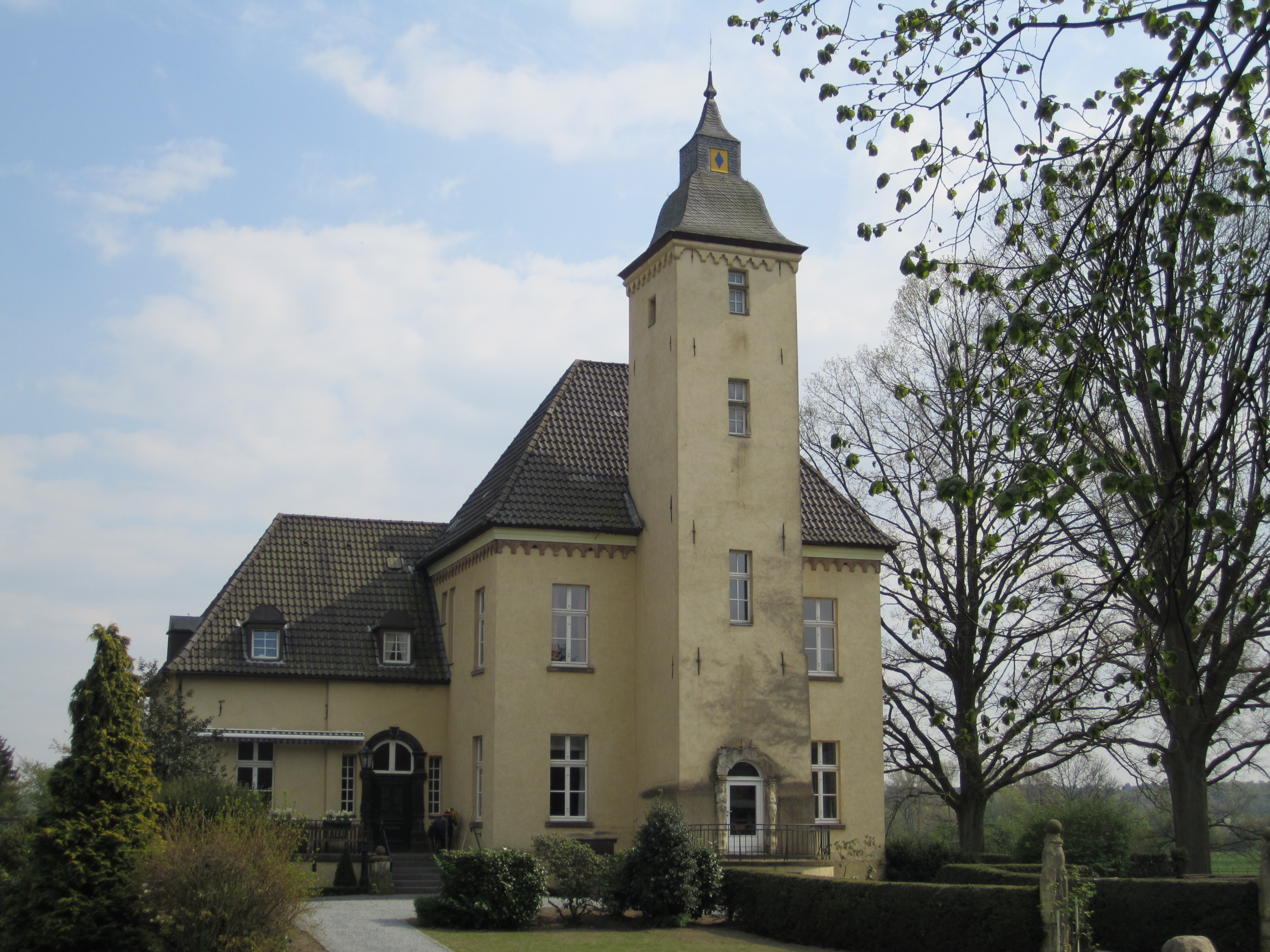
Haus Schwarzenstein, 2011

Mumm (auch Momm, Momme, Mumme, Mumm zu/von Schwarzenstein o. ä.) ist der Name eines niederrheinischen Uradelsgeschlechts.
Die Familie ist zu unterscheiden von den nichtstammverwandten westfälischen Baersdonk genannt Mumm und dem 1873 geadelten Kaufmanns- und Bankiersgeschlecht Mumm von Schwarzenstein, auch wenn die einschlägige Literatur diese oftmals fälschlicherweise als eine Gesamtfamilie darstellt.

## Geschichte
Das Geschlecht stammt ursprünglich aus den Niederlanden und hatte umfangreichen Besitz am Niederrhein. Später war es auch in der Grafschaft Mark begütert. Zu den Besitzungen zählten u. a. Altendorf (Kreis Bochum) (urkundlich 1680), Badberg oder Halstaff (Amt Limmers) (1380–1569), Blankenvorde (1359), Dreyll (1650), Haus Erprath (Xanten) (1654), Götterswick (1654), Hell (1490), Kellen (1400–1481), Kochenholz und Spich in Troisdorf-Spich (1686–1705), Plönn (1544–1569), Rodentoorn (1510–1600), Mummenscheid (1728), Haus Schwarzenstein (1515–1713), Ubbergen zwischen Nijmegen und Kranenburg (1490) und Haus Wintersohl (1629–1754).
Das Geschlecht erscheint erstmals mit Gerardus Mummo, Zeuge für den Grafen Gerhard von Geldern, im Jahr 1177. Für das Jahr 1179 wird derselbe noch einmal erwähnt. 1359 trug Jürgen Mumm sein Haus Blankenrode dem Grafen Johann von Kleve auf. Er siegelte mit seinem Bruder, dem Knappen Tilman Mumm. 1400 erscheint ein Johann Mumm zu Kell, 1447 ein Diedrich Mumm († 1486) sowie 1450–1460 ein Johann Mommius, der vom Herzog von Kleve mit Kellen belehnt wurde, ebenso wie 1481 ein Johan Mom.
Auch in das Baltikum kam die Familie früh. Reiner genannt Mumme war 1330–1340 Deutschorden-Vogt zu Jerwen.

## Stammfolgen
Anton Fahne stellt mehrere Stammfolgen zum Geschlecht dar:

### Linie Schwarzenstein
- Rudolf Mom, erhielt 1419 zu Wesel den Wein eingeschenkt, ⚭ N. N.
  - Rudolf Mom ⚭ Aleid von Baar, 1447
    - Rudolf Mom, kaufte 1515 von den von Amelong das Haus Schwarzenstein, ⚭ Maria von Huchtenbrock zu Castrop
      - Bernd Mumm zu Schwarzenstein, Drost 1536–1545, ⚭ N. N.
      - Arnd Mumm, 1554 Deputierter der klevischen Ritterschaft, ⚭ N. N.
        - Bernd Mumm zu Schwarzenstein, 1581 Drost zu Orsoy, ⚭ Jutta Baers genannt Olischläger († 1584), Tochter von Bernd Baers genannt Olischläger und N. N. von Mevert zu Haus Pennekamp
          - Rudolf Mumm zu Schwarzenstein, 1623 Drost zu Orsoy, ⚭ I. Elisabeth von Ulenbrock, ⚭ II. eine Bürgerliche
            - aus I.: Johann Wilhelm Mumm zu Schwarzenstein (1649 bereits verstorben), wurde 1645 mit Schwarzenstein belehnt, ⚭ I. Christina Sybilla von Merten, ⚭ II. Helena Hildehr Magdalena zu Dinslaken
              - aus I.: Anna Judith Mumm ⚭ I. N. N. von Retraidt zu Grützhaus, ⚭ II. Jacob Koenen, ihren Knecht
                - aus I.: N. N. von Retraidt ⚭ Anna Catharina von Meverden, Witwe seines Oheims Johann Momm und Erbin von Schwarzenstein

              - aus II.: Johann Mumm, Herr zu Schwarzenstein, verstarb kinderlos, ⚭ Ana Catharina Wilhelm von Meverden, wiederverheiratet an ihres Mannes Vetter von Retraidt
              - aus II.: Rudolf Mumm († 1681)

            - aus I.: Johanna Mumm ⚭ Georg von und zu Baerll
            - aus II.: Franz Mumm, 1654 Herr zu Götterswick und Erprath, kaufte von Goswin Kettler Haus Wintersohl, ⚭ Anna von Geldern zu Arssen, 1659 Witwe
              - Reinhard Maximilian Mumm, Herr zu Götterswick, münsterischer Oberst, verstarb kinderlos, ⚭ Elisabeth Anna von Torck
              - Rudolf Bernhard Mumm, Herr zu Wintersohl, ⚭ I. Adelgunde von Hetterscheid zu Schlichtenhorst, ⚭ II. Anna Mettilde von Ascheberg zu Heidthof, Tochter von Philipp von Ascheberg und Anna von Werminkhaus
                - aus I.: Tochter, starb jung
                - aus I.: Anna Christina Mumm ⚭ N. N. vn Rieber von dem Lansenbach, Hauptmann
                - aus II.: Franz Reinard Mumm, Herr zu Wintersohl, ⚭ Catharina Gertrud von Pöppinghaus zu Steinhaus
                  - Franz Bernhard Mumm, preußischer Leutnant
                  - Franziska Mumm, starb unverheiratet
                  - Sophia Wilhelmine Mumm
                  - Catharina Henriette Mumm

                - aus II.: Steffen Friedrich Mumm, verstarb als Kornett
                - aus II.: Johann Wilhelm Mumm
                - aus II.: Jobst Diedrich Mumm
                - aus II.: Anna Wilhelmina Mumm ⚭ Jobst Diedrich von Mengede
                - aus II.: Catharina Lucia Mumm ⚭ Georg von Loen zu Paumühlen
                - aus II.: Anna Elisabeth Mumm
                - aus II.: Anna Mettilde Mumm
                - aus II.: Catharina Elisabeth Mumm
                - aus II.: Clara Theodora Mumm

              - Anna Elisabeth Mumm ⚭ 1676 Johann von Loen zu Pawmühlen
              - Helena Mumm ⚭ Ferdinand Lothar von Bönninghausen, fürstlich-münsterischer General

          - Franz Mumm, 1592
          - Christoph Mumm, Herr zu Dreyll, ⚭ Wilhelmine von Neukirchen genannt Nievenheim, Tochter von Werner und Anna von Wachendorp
            - Bernhard Mumm, Rittmeister, 1656 Kollektor der Barschen Vikarie zu Wesel, ⚭ I. Maria Elisabeth von Neukirchen genannt Nievenheim, Tochter von Gottfried von Neukirchen zu Geleen und Mettilde von Retraidt, ⚭ II. N. N. von Retraidt, ⚭ III. 1652 Catharina von Mangelmann zu Alendorf († 1653), Tochter von Jacob von Mangelmann und Elisabeth von Steinen, ⚭ IV. N. N. von der Mark, mit der er vor der Ehe mit der Mangelmann einen Sohn zeugte und die er nach der Mangelmann heiratete
              - aus I.: Christoph Philipp von Mumm zu Schwarzenstein († 1694), Oberstleutnant 1679–1686, kaufte 1686 zusammen mit seiner zweiten Frau die Güter Kochenholz und Spich in Troisdorf, königlich-schwedischer Konsistorial-Assessor und 20 Jahre Pastor der Reformierten Gemeinde, konvertierte 1691 zum katholischen Glauben,[8] ⚭ I. Anna Sophia Maria von Fangen († 1679), Witwe von Bönen, ⚭ II. Katharina Margaretha von Bottlenberg genannt Kessel
                - aus I.: Constantin Gert/Gerhard Mumm zu Großengetter ⚭ Maria Margaretha von der Mark, 1702
                - aus I.: Constantin Bernd Mumm
                - aus I.: Rudolf Mumm
                - aus I.: Georg Friedrich Anton von Mumm zu Schwarzenstein († 1728), Herr zu Mummenscheid, Spich und Kochenholz, Obervogt der vier Handwerke zu Solingen, ⚭ Margretha Clara von Bauer zu Schloss Caspersbroich († 1729)
                  - Johannes Carl Anton von Mumm (1694–1728)
                  - Christian Friedrich Josef von Mumm zu Scheidt, 1729 preußischer Offizier zu Starkow, ⚭ Anna Maria von Hipper
                    - Franz Joseph von Mumm, 1729 unmündig

                - aus I.: Tochter ⚭ N. N. Schneider, Rentmeister zu Langentreer

              - aus II.: Wilhelm Mumm, verstarb kinderlos, ⚭ N. N. von Gertzen, Witwe Paland
              - aus III.: Jacob Gottfried Mumm (* 1653), Pfandherr zu Aldendorf, 1681 von Friedrich Wilhelm von Syberg erschossen, ⚭ Anna Christina von Syberg zu Haus Kliff, Tochter von Johann Diedrich von Syberg und Maria von Syberg, wiederverheiratet an Friedrich Mathias von Syberg
                - Anna Sybilla von Mumm († 1755) ⚭ 1710 Johann Albert Kalle (1668–1738), Pfarrer Herdecke
                - Johann Bernhard Mumm zu Aldendorf ⚭ I. Sybilla Johanna von Elversfeld zu Herbede, Tochter von Johann Robert von Elverfeldt und Sybilla von Syberg, verstarb kinderlos, ⚭ II. 1711 Augustine Maria Sophia von Schorlemer, Tochter von Adolf Gaudenz von Schorlemer zu Eickelborn und N.N. von Loe zu Overdick
                  - Sophie Margarete Mumm ⚭ Johann Sigismund Schumacher, Richter zu Hattingen
                  - Anna Amalia Elisabeth Mumm, Stiftsdame zu Hoerde

              - aus IV.: Bernard Constantin Mumm, durch die Heirat legitimiert

            - Maria Mumm ⚭ N. N. Herberts, Hauptmann

          - Bernard Mumm, Stiftsherr zu Xanten (* 1553; † nach 1592)
          - Johanna Mumm ⚭ 1582 Everd von Retraed, braunschweigischer Hauptmann, Drost zu Lobbith

Der o. g. Georg Friedrich Anton von Mumm zu Schwarzenstein wurde in der Vergangenheit oftmals fälschlicherweise mit den gleichnamigen, aber nicht verwandten Solinger Kaufleuten Mumm, aus denen das Briefadelsgeschlecht Mumm von Schwarzenstein hervorging, in Verbindung gebracht.

### Linie Rodentoorn
- Walrave von Mumm zu Rodentoorn ⚭ Everharda von Bronckhorst
  - Rudolf von Mumm, macht Rodentoorn 1510 zum Offenhaus von Geldern, ⚭ Anna Sybilla von Scherpenseel
    - Maria von Mumm ⚭ Hermann von Voshoff
    - Walrav von Mumm, 1544 mit Rodentoorn belehnt, ⚭ Catharina von Wilde zu Kessenich, Tochter von Jakob von Wilde und Maria von Impel genannt Honnepel
      - Otto von Mumm zu Rodentoorn ⚭ Anna von Gramey
        - Alard Mom, Herr zu Rodentoorn, ⚭ N. N. von Herde, Witwe von Tyll
          - N. N., einzige Tochter, ⚭ 1603 N. N. von Sande, Hauptmann

      - Rudolf von Mumm

    - N. N. ⚭ N. N. von Deelen
      - N. N. ⚭ N. N. von Hackfurt
        - Olivier von Mumm, Deutschorden-Ritter zu Utrecht
        - Christine von Mumm ⚭ Nicolaus von Deelen zu Laar bei Heest

    - Carsilius von Mumm ⚭ Catharina von Wees zu Blumenberg
      - Johanna von Mumm († 1653) ⚭ Johann von Ulft zu Lackhusen

### Linie zwischen Maas und Waal
- N. N. von Momm ⚭ N. N.
  - Friedrich von Momm ⚭ Johann von Poll
    - Ernst von Momm († 1596 zu Arnheim im Gefängnis), wurde der Vergiftung des Johann von Scherpenseel angeklagt, ⚭ Gerberg von Bentinck, Witwe von Johann von Scherpenseel
      - Sohn, verstarb jung
      - Tochter ⚭ Peter Schenk
      - Maria von Momm ⚭ Evert Dunewald zu Doesburg († 1599 an der Pest)

    - Johann von Momm, Amtmann zwischen Maas und Waal, ⚭ Anna Pieck, Tochter von Jakob Pieck zu Isendorn und Maria von Balvern
      - Friedrich von Moom, Amtmann zwischen Maas und Waal
      - Jacob von Mumm, Amtmann zwischen Maas und Waal, wurde beschuldigt Piel verraten zu wollen und deshalb 1621 in Den Haag enthauptet, ⚭ Cornelia von Culenburg, Tochter des Sweder von Culenburg
        - Rimmelt von Momm
        - Anna von Momm ⚭ Ahasverus von Brackel

      - Maria von Momm
      - Johanna von Momm

    - Berta von Momm ⚭ Werner von Linnep, Richter zu Nijmegen

  - Catharina von Monn ⚭ 1607 Arnt von Spiring

### Linie Kellen
- N. N. Momm zu Kell(en) ⚭ N. N. von Renesse
  - N. N. ⚭ N. N. von Kornhorst
    - N. N. von Mom zu Kell(en) ⚭ N. N. von Eyll
    - Tochter ⚭ Henrich von Tenckinck zu Bullinghege

## Wappen
Blasonierung: In Rot ein blau-silbern zu drei Reihen geschachter Balken. Auf dem gekrönten Helm mit rechts rot-silbernen und links blau-silbernen Helmdecken ein silbern gekleideter Mohrenrumpf mit flatternder roter Kopfbinde und Eselsohren.
Die Mumm im Baltikum führten auf dem Helm einen rotgekleideten bärtigen Mannsrumpf mit grün Weinlaub bekränzt. Die Decken sind auf beiden Seiten rot-silbern.
Die nichtstammverwandte Kaufmanns- und Bankiersfamilie Mumm von Schwarzenstein wurde am 31. März 1873 in den Adelsstand erhoben und bekam das gleiche Wappen verliehen. Lediglich die Helmzier ist leicht verändert. Der Mohrenrumpf ist nackt und hat keine Eselsohren.

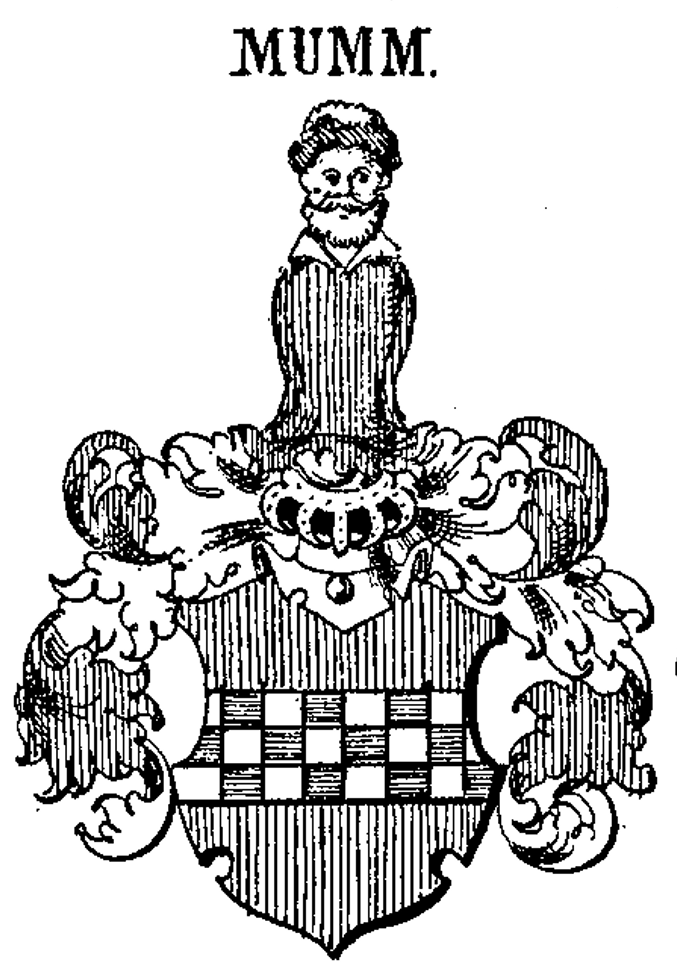
Wappen derer von Mumm im Baltikum in Siebmachers Wappenbuch
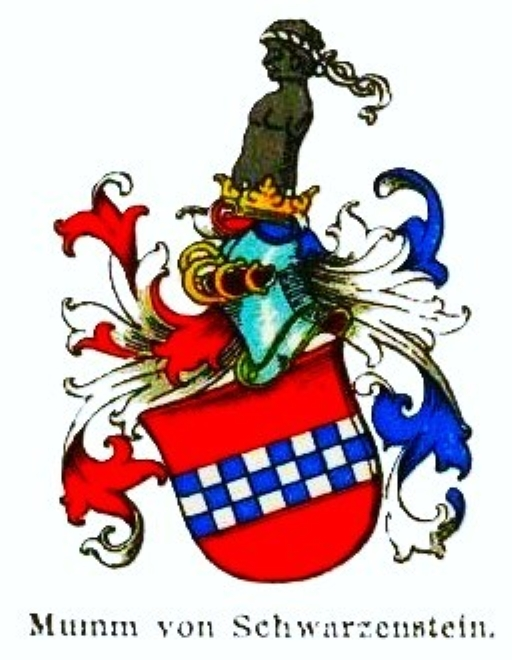
Wappen des Briefadelsgeschlechts Mumm von Schwarzenstein (1873)